# Ponghwa
Ponghwa (kor. 봉화역, pol. Pochodnia) –  stacja linii Ch'ŏllima, systemu metra znajdującego się w stolicy Korei Północnej, Pjongjangu. Otwarta 6 września 1973 roku.